# The Curse of Monkey Island
The Curse of Monkey Island es un videojuego de aventura desarrollado y publicado por LucasArts, y la tercera entrega de la saga de aventura gráfica Monkey Island, creada en los años 90 por Ron Gilbert. Fue continuada en el año 1997 por Jonathan Ackley y Larry Ahern después de la segunda entrega. Este juego es el 12º y último videojuego de LucasArts en usar el motor SCUMM para aventuras gráficas, que fue continuamente mejorado hasta ser reemplazado por el motor GrimE para el siguiente título de la serie, Escape from Monkey Island.
En esta tercera historia de piratas, el personaje principal Guybrush Threepwood se ve envuelto en una serie de problemas con su archienemigo pirata zombi LeChuck, después de haber hechizado a su novia por error.

## Experiencia de juego
The Curse of Monkey Island es un videojuego de la clase "point & click", en el que se utilizó el motor SCUMM evolucionado hacia una "moneda de acciones", permitiendo así una interfaz más clara. El inventario y acciones se pueden ver al hacer un click, en vez de estar siempre visibles en el fondo de la pantalla tal y como ocurría en versiones anteriores del sistema. De este modo el escenario ocupa toda la pantalla permitiendo mostrar gráficos más atractivos.

## Argumento
Después del final de Monkey Island 2, Guybrush Threepwood se encuentra en el mar flotando en un auto de choque lleno de globos de helio. Guybrush trata de recordar en su diario cómo ha podido terminar en esta situación, tras su fuga del Big Whoop, donde fue atrapado por un período de tiempo indefinido. Finalmente, se acerca a Isla Plunder, gobernada por Elaine Marley y bajo asedio por el pirata fantasma LeChuck. Después de un largo intercambio en el que LeChuck es rechazado en sus intentos de ganarse a Elaine, ambos divisan a Guybrush, quien es rápidamente capturado por LeChuck. En su breve cautiverio Guybrush se reencuentra con Wally, el cartógrafo con quien compartió aventuras en Monkey Island 2. 
Tratando de encontrar una salida, Guybrush causa una explosión vudú en la que LeChuck es aparentemente destruido. Posteriormente nuestro protagonista encuentra un anillo de diamantes en la bodega del tesoro de LeChuck y escapa mientras el buque se hunde. A continuación se reúne con su amor, Elaine Marley, y le propone oficialmente matrimonio, ofreciéndole el anillo de diamantes que encontró en el barco de LeChuck. Él no es consciente de que el anillo está maldito, y Elaine se convierte en una estatua de oro tan pronto como se lo coloca. Dado que la isla está repleta de piratas, la estatua de oro macizo de Elaine desaparece en poco tiempo. Así que para Guybrush comienza toda una odisea para recuperar, primero la estatua de su amada Elaine y en segundo lugar devolverla a su forma humana.
En busca de consejo, Guybrush visita a la hechicera vudú que ahora habita la isla, quien le dice que debe viajar a Isla Blood para encontrar un anillo de diamantes de igual valor, pero que no esté maldito y así romper el hechizo. Para hacerlo, debe completar una lista de tareas: conseguir una tripulación, un barco, la estatua de Elaine y un mapa, ya que nadie sabe dónde está la Isla Blood. En sus intentos de conseguir una tripulación, Guybrush informa apresuradamente a un capitán llamado René Rottingham acerca de la estatua de oro de Elaine, cosa que despierta su curiosidad. El mapa también representa un problema ya que el único ejemplar conocido en la isla es el mapa tatuado en la espalda de Pálido Domingo, que está tomando sol en una exclusiva playa y no muestra signos de cooperar. Guybrush también debe descubrir dónde se encuentra oculta la estatua de Elaine. Finalmente, Guybrush consigue cumplir todas las tareas, y se reúne con su nueva tripulación, compuesta por Bill Cutthroat, Haggis McMutton, y Edward Van Helgen, para embarcarse en un viaje a la Isla Blood.
Durante la travesía la tripulación se distrae, mientras que el Capitán Rottingham se aproxima con su buque y termina por enfrentarse con Guybrush en una pelea de espadas con insultos. Rottingham gana fácilmente y toma el mapa a la Isla Blood. Luchando contra otros piratas, Guybrush aprenderá diversos insultos que le permitirán derrotar a Rottingham, recuperando así el mapa. Sin embargo, más tarde una tormenta arroja el barco de Guybrush contra los acantilados de la Isla Blood y en el choque, la estatua dorada de Elaine sale disparada y cae en los bosques. Tras el incidente la tripulación se amotina por lo que Guybrush queda solo de nuevo. 
Durante la exploración de la misteriosa isla, Guybrush conocerá a Griswold Sopabuena (Goodsoup), quien regenta un popular negocio hostelero heredado de generación en generación. También destaca un reencuentro con los caníbales de Monkey Island, los cuales, por cierto, se han vuelto vegetarianos y ahora se dedican a adorar al volcán de la isla, el principal atractivo turístico de la zona. Sin embargo en la isla Blood existen otros personajes, entre los que destaca un siniestro barquero que es el único capaz de llevar a Guybrush a la isla Calavera (Skull), allí una banda de peligrosos traficantes esconden muchos tesoros y entre ellos un diamante no maldito con el que romper el maleficio que retiene a Elaine como estatua dorada.
Finalmente, tras varias aventuras, Guybrush consigue el diamante "no maldito" de los traficantes y tras sustituirlo por el anillo maldito en el dedo de Elaine logra devolver su amada a la normalidad. Desafortunadamente la pareja apenas dispondrá de un momento de tranquilidad ya que pronto el ejército esquelético de LeChuck se apodera de ellos.
Posteriormente Guybrush aparecerá conversando con LeChuck en una larga charla, pero al final de la misma Guybrush es transformado en un niño y queda libre dentro del parque temático Big Whoop. Debido a su estatura el pequeño Guybrush no puede embarcarse en la atracción que le llevará a enfrentarse con su archienemigo. Afotunadamente, gracias al uso de un cura-resaca descubierto en la Isla Blood, Guybrush recupera su forma de adulto y así puede subirse a la montaña rusa de la muerte que le llevará a las entrañas de la isla para hacer frente a LeChuck. 
La atracción convierte a los vivos en muertos vivientes al servicio de LeChuck, pero justo antes de que Guybrush se sumerja en un foso de lava aparece en escena Elaine, quien modifica a tiempo el trazado de las vías provocando que la vagoneta de Guybrush entre en un circuito cerrado evitando así la lava. Es en ese momento, cuando LeChuck hará acto de presencia y se dedicará a perseguir a Guybrush una y otra vez, atormentándolo con sus ardientes poderes. A pesar de todo, Guybrush consigue reunir diversos elementos para provocar un alud que entierra a LeChuck bajo una montaña de nieve deshaciéndose de él. 
Finalmente, Guybrush y Elaine se ven zarpando recién casados en un barco, mientras les saludan varios de los personajes del juego...